# Iglesia de Nuestra Señora de la Asunción (Castel de Cabra)
La iglesia de Nuestra Señora de la Asunción es un templo católico situado en la localidad aragonesa de Castel de Cabra (España). En 2002 fue declarado Bien Catalogado. Se trata de una edificación de estilo gótico-renacentista construido entre los siglos XIII y XVII.
El edificio está realizado en mampostería y sillar, y su fábrica responde a distintas fases constructivas, si bien el conjunto ofrece una imagen armónica.
Consta de nave única de cuatro tramos, con ábside poligonal de cinco lados y capillas laterales entre los contrafuertes. A los pies del templo se levanta la monumental torre.
La iglesia, construida en el siglo XVI, se cubre con bóvedas de arista que sustituyeron a las originales de crucería; las capillas laterales se cubren igualmente con bóvedas de arista, abriendo a ambos lados de la nave y a los lados rectos del ábside; son cinco en el muro izquierdo y cuatro en el derecho, ya que en el espacio correspondiente al segundo tramo de la nave se situó la portada; este espacio es el único que conserva la bóveda de crucería original. La portada consta de dos cuerpos; el inferior ocupado por el ingreso, en arco de medio punto, y el superior con tres hornacinas, se remata con frontón triangular que aloja el busto del Padre Eterno.
La torre es de planta mixta y consta de dos cuerpos. El inferior, de planta cuadrada, aprovechó la fábrica de la torre del homenaje del desaparecido castillo, pudiendo ser obra de los siglos XIII o XIV; conserva vanos en arco apuntado y las troneras que atestiguan su origen defensivo. El cuerpo superior se añadió en el siglo XVII y es de planta octogonal al quedar los ángulos achaflanados; abre con cuatro vanos en arco de medio punto. El campanario remata con un chapitel de piedra coronado con una antigua veleta de forja.